# Fletorja zyrtare
Fletorja zyrtare (egentligen Fletorja zyrtare e Republikës së Shqipërisë, republiken Albaniens officiella tidning) är Albaniens regerings officiella tidning. Den officiella tidningen har till uppgift att publicera alla lagar som godkänts av regeringen och ratificerats av Albaniens parlament.
Tidskriften tillkom efter kongressen i Lushnja 1920 och den utgavs för första gången 1922. När den först utgavs hette tidskriften Fletorja zyrtare. När Albanien blev kommunistiskt bytte den mellan 1944 och 1991 namn till Gazeta zyrtare e Republikës Popullore Socialiste të Shqipërisë. Sitt nuvarande namn fick den efter kommunismens fall 1991.
Den utges oregelbundet med flera publikationer per månad. Från 1990-talet utkom en engelsk översättning med titeln Legal acts of Albania.   